# فرنسيس وليامز (عازف جاز)
فرنسيس وليامز (بالإنجليزية: Francis Williams)‏ هو عازف جاز أمريكي، ولد في 20 سبتمبر 1910، وتوفي في 2 أكتوبر 1983 في هيوستن في الولايات المتحدة.

## وصلات خارجية
- فرنسيس وليامز على موقع ميوزك برينز (الإنجليزية)
- فرنسيس وليامز على موقع أول ميوزيك (الإنجليزية)
- فرنسيس وليامز على موقع ديسكوغز (الإنجليزية)